# トップローラー (ゲーム)
『トップローラー』（英: Top Roller）はファルコンが開発し、ジャレコが1983年8月に発売した業務用ビデオゲーム。ローラーレースを題材とし、敵の選手の妨害をかわしながらゴールを目指すレースアクションゲームである。
なお、『トップローラー』の発売にあたり、ジャレコは開発元のファルコンから本作の権利の譲渡を受けている。

## ゲーム内容
『トップローラー』はローラースケーターを操作して、ゴールまで辿り着くことが目的のゲームである。スケーターは、左右への移動、進行速度の調整、ジャンプの操作が可能となっている。
道中には、街路や湖、橋などの場面がゲーム進行に応じて描かれる。画面内には敵のスケーターが常に複数人出現し、自分に向かってタックルを仕掛けてくる。体当たりすると敵のスケーターは吹き飛び、道の端に追い込むと倒すことができる。
これ以外にも、道の前方からトラックやオートバイ、車などが時折出現し、スケーターの進行を妨害する。これらの敵は左右に移動して避けるか、ジャンプして回避する必要がある。加えて、上空からヘリコプターが出現して爆弾を落としたり、上空の雲が通路を覆って視界を遮る妨害も行われる。道中には、川などによって道が途切れている箇所が存在し、ジャンプで飛び越す必要がある。
なお、スケーターは通路から外れるか、障害物に接触すると動けなくなり、残機が1つ減少する。
得点は進んだ距離や倒した敵の数に応じて増加し、オートバイや車をジャンプで避けたり、金貨を獲得することでも得点が獲得できる。また、一定得点を獲得すると、残機が1つ追加される。
本作は周回制の仕様となっており、ゴールに辿り着くと次の面に進み難易度が上昇する。残機を全て失うとゲーム終了となる。

## 移植版
本作にはMSX1版が存在し、日本では1984年に東芝から発売されている（ジャレコ許諾）。また、1985年のジャレコのファミリーコンピュータ参入時点においては、本作のファミリーコンピュータへの移植が計画されていた。